# HMS Humber (1913)
«Хамбер» (англ. HMS Humber) був монітором однойменного типу Королівського флоту. Спочатку побудований фірмою Vickers для Бразилії як «Javary» він був викуплений для Королівського флоту в 1914 році одразу після початку Першої світової війни разом з однотипними «Северн» і Мерсі». 

## Історія служби
«Хамбер» брав участь в операціях біля  бельгійського узбережжя з жовтня по листопад 1914 року, обстрілюючи німецькі війська. Кілька членів екіпажу корабля були поранені осколками від вогню німецької польової артилерії.  
У листопаді на кормі монітора встановили додаткову гармату BL 6-inch Mark VII, знятих з броненосця "Montagu", який зазнав аварії поблизу острова Ланді у 1906 році. 
У березні 1915 року він був відбуксирований на Мальту (рух цих фактично річкових кораблів у відкритому морі був утруднений), а в червні прибув до Галліполі, підтримуючи висаджений Антантою десант. Там він ефективно застосовував свої 4,7-дюймові (119-міліметрові) гаубиці. Оскільки обстріл з морських гармат по цілях у складках місцевості часто був неможливий.   
Він залишалася в єгипетських водах до серпня 1917 року. Охороняв порт Акаби, перед відправленням у Мудрос в жовтні 1918 року і на Ізміту у Туреччині, прибувши туди 12 листопада. 
«Хамбер» повернувся в Англію в березні 1919 року та був переобладнаний до того, як його відвели на буксирі до Мурманська у травні 1919 року для підтримки  британських військ в Громадянській війні у Росії. Брав участь у операціях на ріці Північна Двіна. Монітор залишив Архангельськ у вересні 1919 року і повернувся в Англію, де його списали. 
17 вересня 1920 року «Хамбер» був проданий нідерландській фірмі Ф. Ресдейка (F. Rijsdijk)  та перероблений на плавучий кран. Він ще використовувався у 1938 році і, ймовірно, був утилізований 1945 року. 